# Dokaben
Dokaben (яп. ドカベン) — японська бейсбольна манґа, написана та проілюстрована Сіндзі Мідзусімою. Оригінальна серія виходила в журналі сьонен-манґи Weekly Shonen Champion видавництва Akita Shoten з 24 квітня 1972 року по 27 березня 1981 року, але за нею послідувало кілька серій продовжень, що виходили до 2018 року. Розділи серії були опубліковані у 205 томів, що робить її другою за кількістю томів серією. За нею також було знято однойменне аніме. Вона була надзвичайно популярною в Японії під час свого оригінального випуску і є однією з найпопулярніших спортивних манґ всіх часів.

## Сюжет

Логотип Dokaben

У центрі сюжету Dokaben — Таро Ямада та його товариші по команді Івакі, Тонома і Сатонака, а також їхня діяльність у шкільній бейсбольній команді. Спочатку в центрі уваги були Ямада, Івакі та Сатіко, а дія розгорталася в середній школі Такаока. Але у 8-му томі команду переводять до середньої школи Мейкун через їхні бейсбольні навички.
Історія Dokaben продовжується в Dai Kōshien, Dokaben Pro Baseball Story та Dokaben SuperStars Story.

## Персонажі
Ямада Таро (яп. 山田太郎, Yamada Tarō)
Позиція: Кетчер
Івакі Масамі (яп. 岩鬼正美, Iwaki Masami)
Позиція: Гравець третьої бази
Тонома Кадзуто (яп. 殿馬一人, Tonoma Kazuto)
Позиція: Гравець другої бази
Сатонака Сатору (яп. 里中智, Satonaka Satoru)
Позиція: Пітчер
Хохоемі Сантаро (яп. 微笑三太郎, Hohoemi Santarō)
Позиція: Кетчер, Лівий філдер

## Манґа
Коли Такехіко Іноуе (автор Slam Dunk і Vagabond) був молодим, він малював багато вражаючих сцен із Dokaben, першої манґи, яку він купив.

## Культурні посилання
- У «Міжнародних коміксах Сімпсонів» у випуску № 132 японський додаток починається як пародія на Dokaben, де Бартому грає за «Yokohama Li'l Ninjas», і художній стиль значною мірою ґрунтується на високо визнаному стилі Dokaben.

## Художній стиль
Художній стиль Dokaben дуже гумовий і рухливий, з напрочуд динамічним використанням швидкісних ліній, з великим використанням чорного кольору та дуже простою конструкцією корпусу. Рух і динаміка добре зберігаються навіть у передруках. У своїй книзі Reinventing Comics Скотт МакКлауд згадує цю манґу як приклад спортивного жанру, принісши високе визнання стилю.

## Нотатки
1. ↑  Докабен - це різновид бенто, який полюбляє їсти головний герой, Таро Ямада.